# Sighetu Marmației
Sighetu Marmației, chiamata anche Sighet (Isola) (in ungherese Máramarossziget ; in tedesco Marmaroschsiget; in yiddish סיגעט‎?, Siget; in ucraino Сигіт Мармароський? oppure Снгет; in slovacco Syhoty) è un municipio della Romania di 41 640 abitanti, ubicato nel distretto di Maramureș, nella regione storica del Maramureș.
Fanno parte dell'area amministrativa anche le località di Iapa, Lazu Baciului, Șugău, Valea Cufundoasă e Valea Hotarului.
Prima dell'Olocausto, Sighetu Marmației aveva una nutrita e antica comunità ebraica. In yiddish il nome della città è סיגעט Siget, come appare nella prima edizione originale de La Notte di Elie Wiesel (in yiddish «און די וועלט האט געשוויגן» "E il mondo rimase in silenzio") dove è lui stesso a descriverla come sua città natale, dove iniziano le sue memorie.

## Geografia fisica
La città è situata alla confluenza dei fiumi Iza e Tibisco ed è uno dei centri culturali ed economici del Maramureș storico; fino al periodo tra le due guerre mondiali fu il capoluogo del distretto.
Sull'altra sponda del Tibisco è situata la città ucraina di Solotvyno. Le due città erano collegate da un ponte, che nel 1944 fu fatto saltare in aria. Il ponte è stato ricostruito a partire dal 2002, ma solo a partire dal 15 gennaio 2007 è stato aperto il valico di frontiera tra Romania e Ucraina alla presenza delle personalità politiche.

## Società

### Evoluzione demografica
La popolazione della città è composta per quasi l'80% da romeni, per poco più del 15% da ungheresi, per circa l'1% da Rom, mentre circa il 3% è costituito da ucraini e ruteni. La comunità ebraica, molto numerosa fino al 1940, la più alta in percentuale dell'intera Romania, è stata duramente colpita dall'Olocausto ed è oggi ridotta a non più di 100 persone.

## Storia
La zona risulta essere stata abitata fin dal periodo della Cultura di Hallstatt, essendo ubicata in un punto di passaggio obbligato sulla via della valle del Tibisco.
Un insediamento nella zona viene citato per la prima volta in un documento dell'XI secolo, mentre la città vera e propria viene documentata nel 1326. Altri documenti indicano che nel 1352 Sight era una libera città reale facente parte del Regno d'Ungheria ed era capitale del comitato di Máramaros.
A partire dal 1556 la città fu una residenza dei Principi di Transilvania e, dal 1570 al 1733 fece parte a tutti gli effetti del Principato di Transilvania; nel 1733, Carlo VI d'Asburgo riportò la città e il Máramaros nei suoi domini ungheresi.
Alla fine della prima guerra mondiale, dopo gli scontri fra l'esercito romeno e l'esercito popolare della Repubblica huzula che condussero all'occupazione romena di buona parte della Rutenia subcarpatica, la parte meridionale del comitato di Máramaros divenne parte del Regno di Romania, per ritornare sotto l'amministrazione ungherese durante la seconda guerra mondiale in esecuzione del Secondo arbitrato di Vienna. Nel 1944 la Germania nazista ha occupato Ungheria e ha instaurato un governo fantoccio. In questo periodo, oltre 20 000 ebrei furono avviati ai campi di concentramento, tra cui lo scrittore e Premio Nobel per la pace Elie Wiesel.
La città ritornò a far parte della Romania alla fine della seconda guerra mondiale, in attuazione dei Trattati di Parigi.

## Il penitenziario di Sighet
A Sighetu Marmației si trovava un penitenziario sotto il controllo della Securitate, la polizia politica del regime comunista: qui, negli anni Cinquanta e Sessanta, vennero rinchiusi molti degli avversari politici del regime, accusati di essere nemici di classe.
Il penitenziario era stato costruito nel 1897, quando la città era ancora sotto il dominio Austro-Ungarico, ed era stato pensato per accogliere al proprio interno i criminali comuni. Nel 1945, molti prigionieri di guerra rumeni che vennero poi mandati nei gulag sovietici transitarono dal penitenziario di Sighet.
È dunque solo dal 1948 che il penitenziario, per volontà del nuovo Governo Comunista, divenne una struttura riservata ai detenuti politici.
Nella notte del 5 maggio 1950 circa un centinaio tra politici e dignitari rumeni furono arrestati e condotti al penitenziario di Sighet. Molti di loro vennero condannati a molti anni di prigione per "attività antisocialiste", mentre molti altri furono rinchiusi senza nemmeno sostenere un regolare processo. La maggior parte degli arrestati aveva oltre 60 anni. I più importanti di questi prigionieri furono l'ex Primo Ministro Iuliu Maniu, l'ex Ministro degli Esteri Mihail Manoilescu, che vi morì nel 1953 e il vescovo di Iași Anton Durcovici, che vi morì il 10 dicembre 1951.
Oggi il penitenziario è un museo ed un Memoriale delle Vittime del Comunismo e della Resistenza.

## Economia
La città ha subito una pesante recessione nel periodo immediatamente successivo alla rivoluzione del 1989, ma negli ultimi anni si è registrata una buona ripresa, sia sul piano della produzione industriale, con l'insediamento di aziende nel settore tessile e altre impegnate nella lavorazione del legno, nella produzione di mobili, salotti e materassi; sia dal punto di vista commerciale e delle attività di servizi in genere.
La recente crisi mondiale ha stabilizzato queste diverse attività senza produrre sviluppi: un'ulteriore spinta dell'attività commerciale è venuta dall'apertura del posto di confine con l'Ucraina, che ha determinato un naturale incremento dei traffici commerciali con questo paese.
Ulteriori sviluppi sono previsti in futuro dall'insediamento di industrie energetiche, che la municipalità ha previsto di realizzare sul proprio territorio avviando una produzione allineata a biotecnologie in grado di produrre Bio Etanolo derivante dal trattamento enzimatico di materiali organici e cellulosici ed una produzione di gas sintetici e di biogas, destinati alla produzione di energia elettrica: il tutto ad impatto zero, nel pieno rispetto dunque del Protocollo di Kyoto.
La Municipalità di Sigheto Marmatiei ha anche avviato lo studio per la realizzazione sia di un centro ospedaliero modello, dotato di 600 posti letto in grado di risolvere i problemi di tutta la comunità che, con la ristrutturazione di parte del vecchio ospedale, potrà anche ospitare una scuola infermieristica ed un centro di assistenza per anziani: tutte queste opere dovrebbero assicurare un certo sviluppo a tutta la regione.

## Obiettivi turistici
- Chiesa calvinista

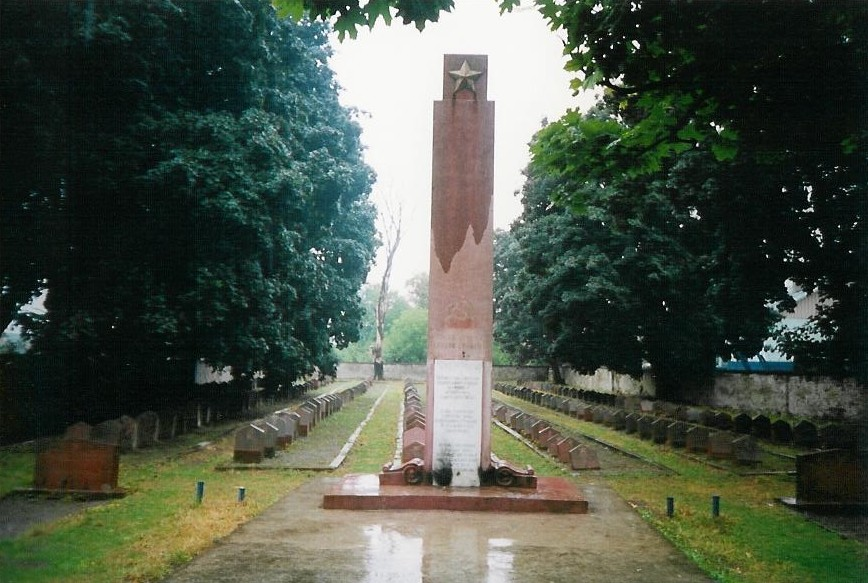
Il cimitero dell'Armata Rossa

- Museo e Memoriale delle Vittime del Comunismo realizzato all'interno delle prigioni di carcere duro utilizzate per l'eliminazione sistematica degli avversari politici del vecchio regime
- Il cimitero dell'Armata Rossa, ubicato in una zona quasi centrale, che raccoglie le spoglie di alcune centinaia di militari Sovietici morti nella zona durante la seconda guerra mondiale (abbandonato)
- Il memoriale degli ebrei, nell'immediata periferia, che ricorda le vittime delle deportazioni naziste, iniziate qui, come ricorda Elie Wiesel nel suo libro La notte
- Il Museo Etnografico del Maramureș, situato nel centro storico
- Il Museo della Cultura Ebraica, con un'esposizione di cimeli di Elie Wiesel

Negli immediati dintorni della città si trova il Museo dei Villaggi del Maramureș, una struttura a cielo aperto che ospita la ricostruzione di un villaggio contadino, con case arredate come le abitazioni rurali dei secoli scorsi e raccolte di attrezzi agricoli d'epoca.
Sempre a pochi chilometri dalla città, è il Cimitero di Săpânța, detto il Cimitero allegro: tutte le lapidi che vi ricordano le persone sepolte riportano una vignetta o una battuta umoristica basata sulla vita o le peculiarità del defunto.

## Amministrazione

### Gemellaggi
- Oława
- Kolomyja
- Napoli
- Lugnano in Teverina

## Galleria d'immagini

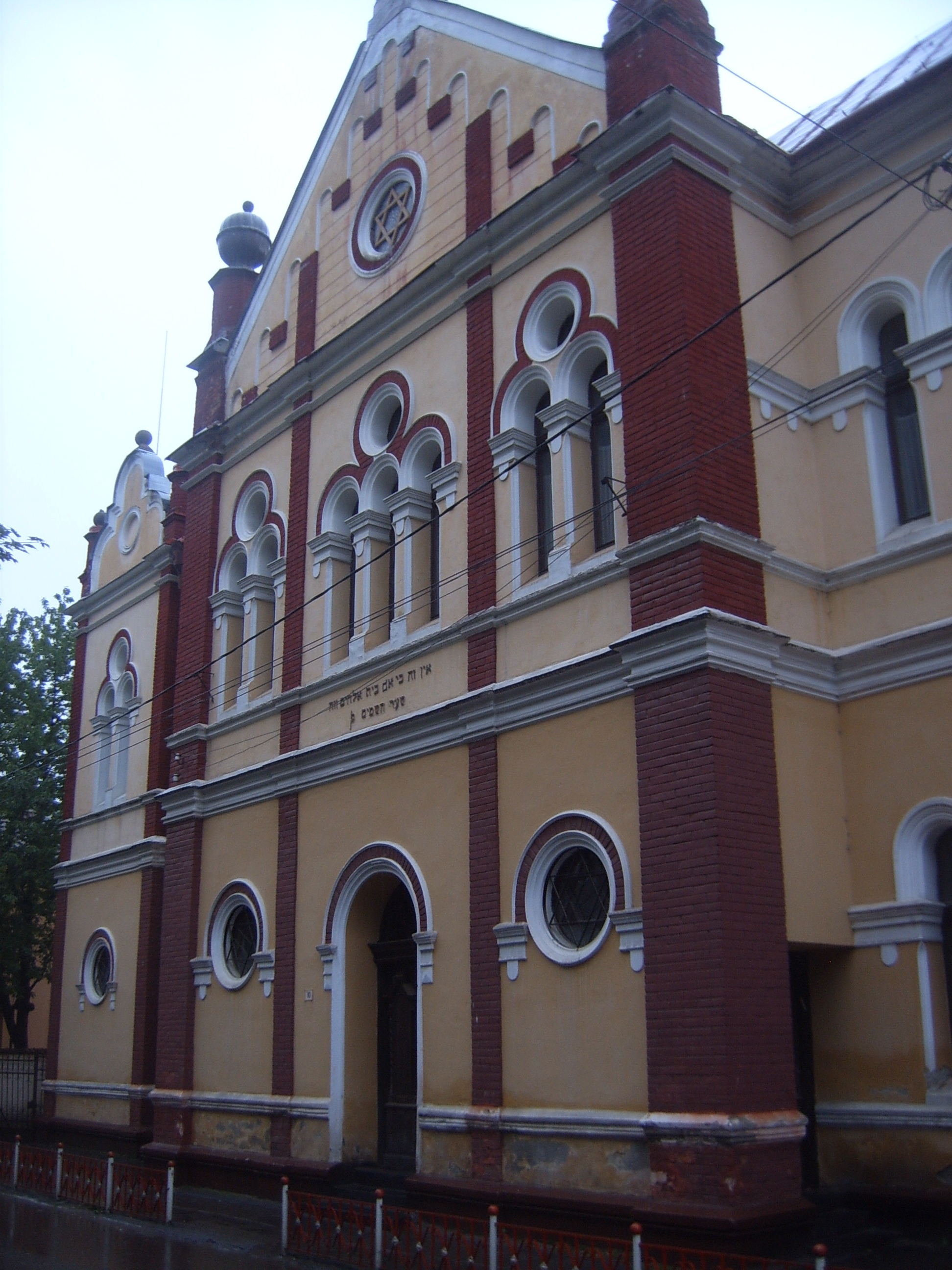
La sinagoga
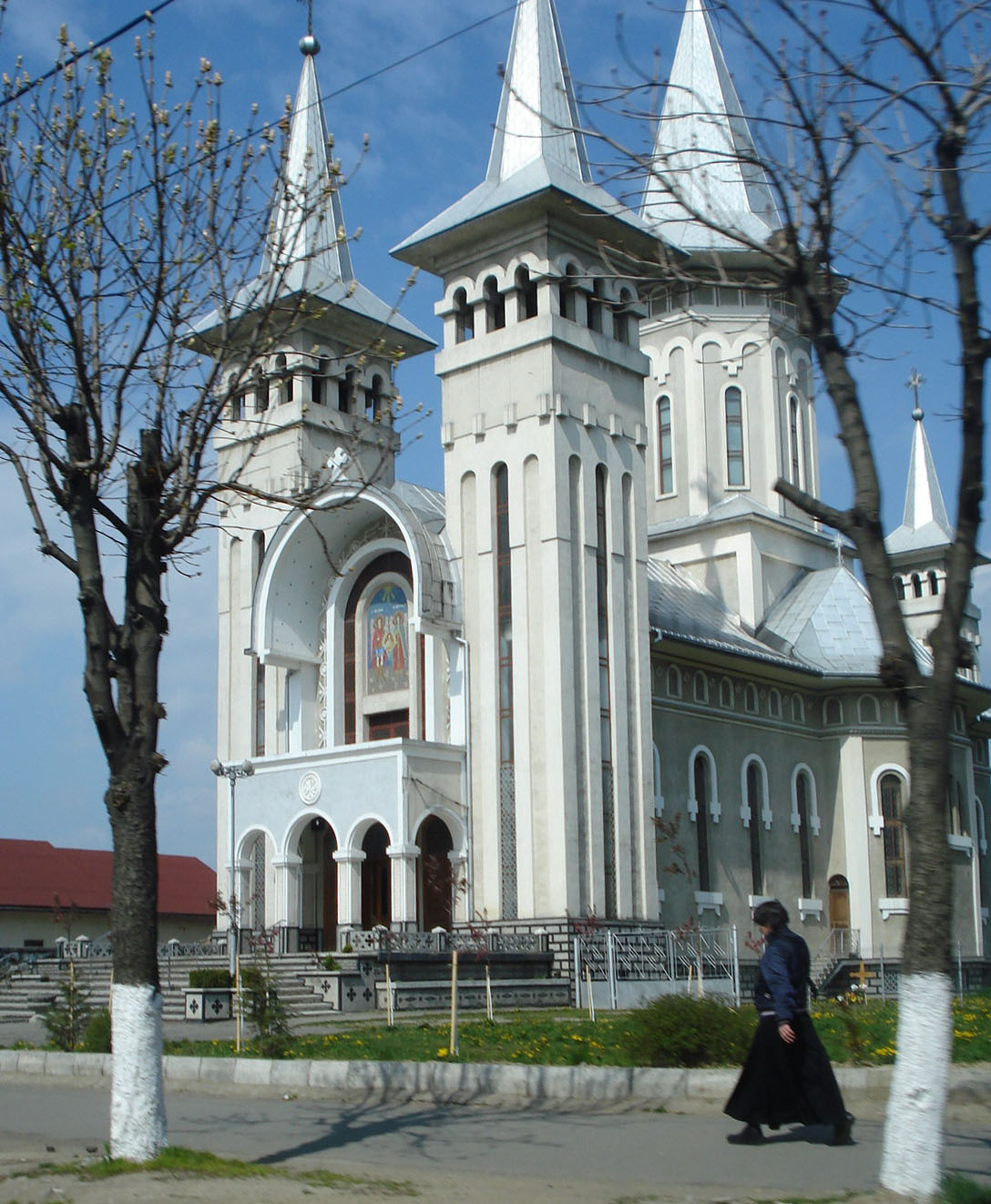
La cattedrale ortodossa
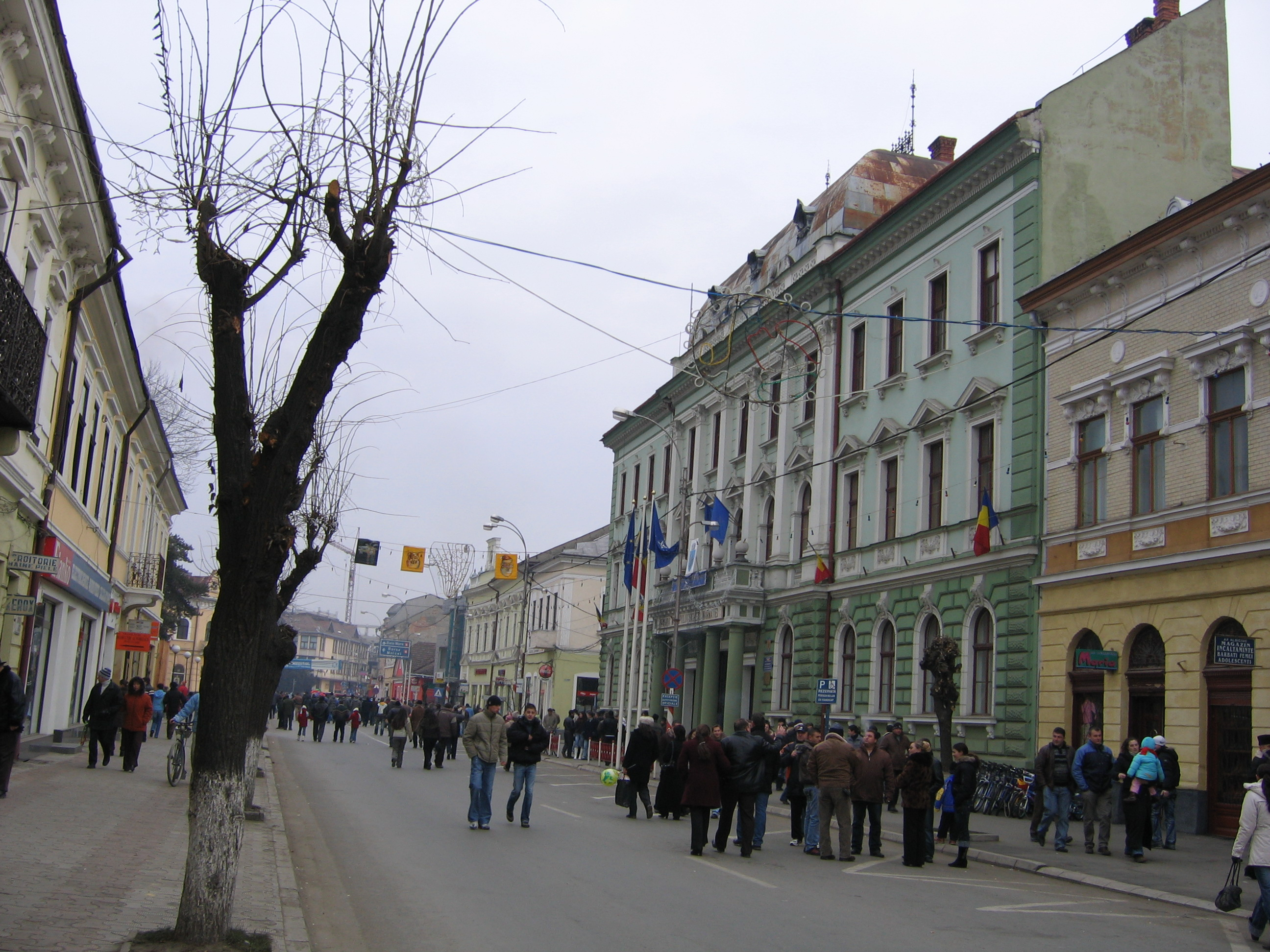
Immagine del centro storico
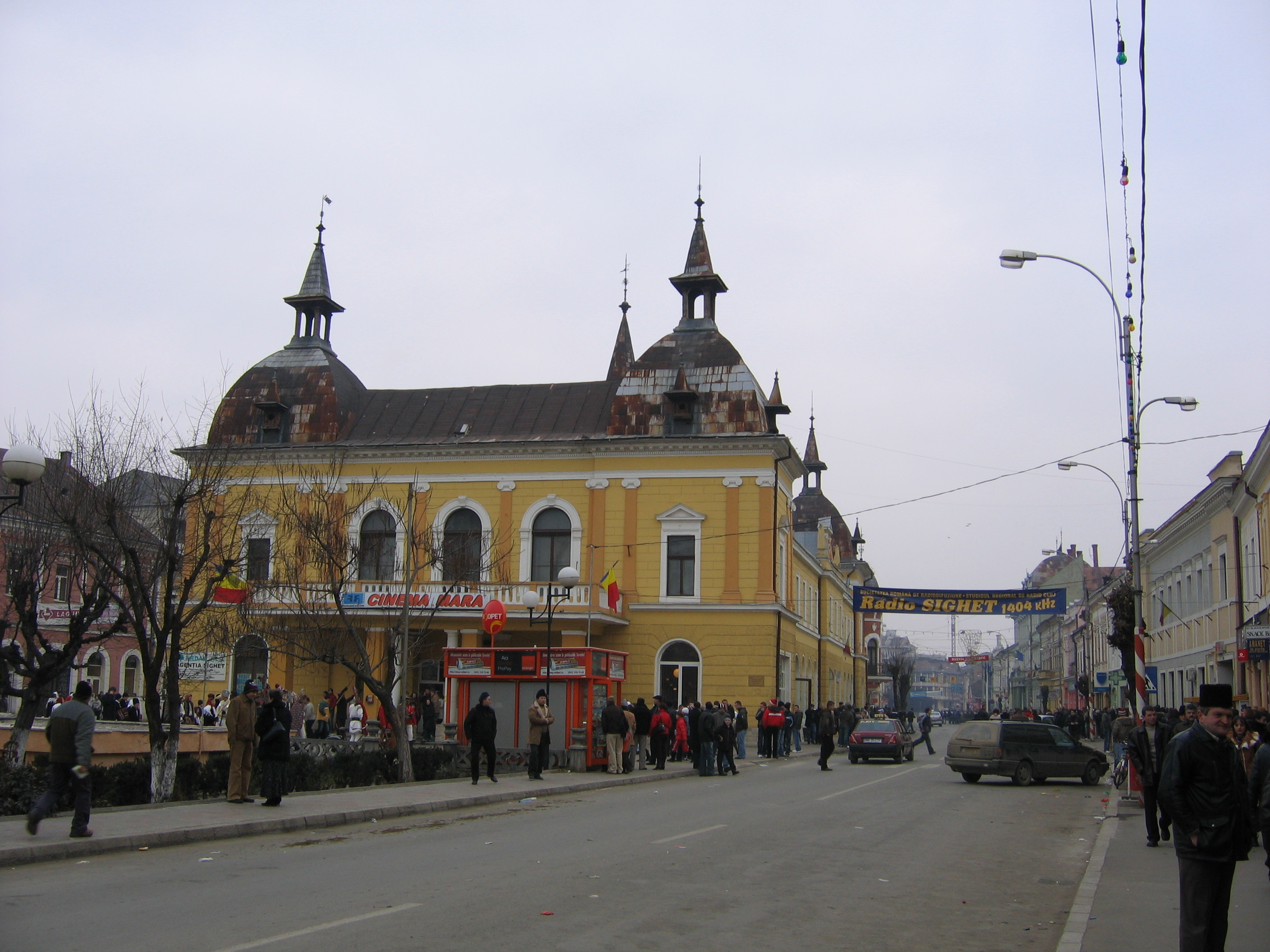
Immagine del centro storico